# Наголкін Василь Петрович
Наголкін Василь Петрович (?, Російська імперія — 17.03.1903, Київ, Російська імперія) — відомий київський, український і загальноросійський видавець і підприємець з відомого міщанського, купецького роду Наголкіних Орловської губернії, далекий родич одного з визначних старців Оптиної пустині, отця Лева Оптинського (Наголкіна). Відзначився зокрема виданням у власній друкарні творів Шевченка і Котляревського.

## Життєпис
Нащадок малочисельного православного руського роду Наголкіних з Білгородської і Орловської губерній, представники якого належали до християнського (крестьянського) і міщанського прошарків імперії і судячи за все були нащадками так званих однодворців, суспільної верстви, яку у царстві Руському (Московському) складали нащадки стародавніх бояр і дітей боярських, а також хрещених ординців, вихідців з Золотої Орди, верстви якій у суспільстві Речі Посполитій відповідала мілка, "застінкова" шляхта і реєстрове козацтво.
Жив і працював у Києві, у домі № 41 по вулиці Боричів Тік. Був похований у центрі Києва, на Київському Флорівському кладовищі (кладовищі Флорівського монастиря) на Замковій горі. Могила як і все кладовище в цілому зруйновані, однак серед розбитих склепів і надгробних плит до цього часу зберігся його надгробок.
Доля нащадків Василя Петровича склалася по різному. Так його онук, син його дочки Євгенії, Костянтин Васильович Наголкін під час революційних подій 1917–1920х рр. разом з офіцерами Астраханського полку емігрував закордон, жив, працював і похований у Чехії. Онука, Зінаїда Василівна Наголкіна (16.10.1905-1980ті) жила і працювала в Києві, була живописцем, членом Спілки художників СРСР. Частина нащадків Василя Петровича і досі проживає у Києві.

## Книги, видані за його участю
- Наймычка / Т. Г. Шевченко. — Кіевъ: Изданіе книжной торговли В. П. Наголкина, 1885. — 30 с.
- Катерына / Т. Шевченко. — С.-Петербургъ: Изданіе В. П. Наголкина, 1887. — 32 с.
- Котляревский, И. П. Москаль-чаровник: малорос. водевиль в 1 д. / И. П. Котляревский. — Киев: Изд. В. Наголкина, 1886. — 64 с. — Б. ц.
- Зирка. Зирка [Текст] : збирнык з поезій / Г. Чулай. - К. : Изд. В.П.Наголкина, 1894. - 16 с. Конволют 14. - Сохранена орфография оригинала